# António Vieira (football, 1912)
Pour les articles homonymes, voir António Vieira (homonymie) et Vieira.
António Vieira est un footballeur portugais né le 6 janvier 1912 à Moita et mort à une date inconnue. Il évoluait au poste de défenseur.

## Biographie

### En club
António Vieira joue au FC Barreirense de 1929 à 1932,.
En 1932, il rejoint le Vitória Setúbal, club qu'il représente pendant trois saisons,.
En 1936, il est transféré au Benfica Lisbonne,.
Avec Benfica il est sacré Champion du Portugal  en 1937 et en 1938,.
Il dispute un total de 60 matchs pour aucun but marqué en première division portugaise,. 

### En équipe nationale
International portugais, il reçoit deux sélections en équipe du Portugal en 1938 et 1939, toutes les deux en amical. Le 6 novembre 1938, il dispute un match contre la Suisse (défaite 0-1 à Lausanne). Le 12 février 1939, il joue à nouveau contre la Suisse (défaite 2-4 Lisbonne).

## Palmarès
Benfica
- Championnat du Portugal (2) :
  - Champion : 1936-37 et 1937-38.